# Dejene Berhanu
Dejene Berhanu (12 de dezembro de 1980 - 29 de agosto de 2010) foi um corredor etíope, que se especializou em corridas de fundo e de meio-fundo longo.
O seu maior feito desportivo foi o quinto lugar alcançado na final dos 5000 metros nos Jogos Olímpicos de Verão de 2004, realizados em Atenas. No mesmo ano, foi o quarto melhor atleta mundial daquela distância, depois de realizar em Roma o tempo de 12:54.15 m.
Suicidou-se em 2010, deixando a mulher e uma filha de três anos.